# Metropolia Wisakhapatnam
Metropolia Wisakhapatnam – jedna z 24 metropolii kościoła rzymskokatolickiego w Indiach. Została erygowana 16 października 2001.

## Diecezje
- Archidiecezja Wisakhapatnam
  - Diecezja Eluru
  - Diecezja Guntur
  - Diecezja Nellore
  - Diecezja Srikakulam
  - Diecezja Vijayawada

## Metropolici
- Mariadas Kagithapu (2001-2012)
- Prakash Mallavarapu (2012–2024)
- Udumala Bala Showreddy (od 2025)